# 아이다 마나
아이다 마나(일본어: 相田 マナ, 한국명 : 마나)는 도에이 애니메이션에서 제작한 애니메이션 두근두근! 프리큐어에 등장하는 가공의 인물이다. 애니메이션 성우는 나바타메 히토미(일본판) / 정소영(한국판).

## 상세사항
※. 일본판 / 한국판 / 북미판 順
| 아이다 마나 / 마나   | 아이다 마나 / 마나                  |
| -------------------- | ----------------------------------- |
| 성별                 | 여자                                |
| 나이                 | 14세                                |
| 생일                 | 8월 4일                             |
| 별자리               | 사자자리                            |
| 신분                 | 중학교 2학년생, 학생회장            |
| 소속                 | 오가이 제1중학교                    |
| 가족관계             | 아버지, 어머니, 할아버지            |
| 포지션               | 주인공, 주연                        |
| 변신체               | 큐어 하트                           |
| 상징색               | 분홍색                              |
| 등장 프리큐어 시리즈 | 두근두근! 프리큐어 / 심쿵! 프리큐어 |

## 인물
두근두근! 프리큐어에 등장하는 인물로 오가이 제1중학교 2학년생이자 학생회장을 맡고있다. 성적이 우수하고 스포츠에도 재능이 있는 편이며 어른들에게도 믿음직한 존재로 알려져있다.
아버지는 양식당을 운영하는 점장이며 어머니는 서빙을 맡고있고 할아버지는 아버지를 지도하는 감독자 역할을 하고있으며 본인 역시 요리를 잘하는 편이다.
의외로 한편으로는 4차원적인 성격이 있는데 때로는 지나친 망상을 펼칠 때가 있고 행동이 앞서서 덜렁거리는 면도 있다.
멀미에 약한 편이며 차를 탈 때마다 멀미를 자주 앓는 경우가 있다.
공룡에 대한 애정과 관심이 높아서 공룡에 관한 이야기를 자주한다.
릿카가 보는 앞에서 프리큐어로 변신하여서 그녀를 놀라게 하기도 하였다. 이후에 릿카도 프리큐어가 되어서 큐어 다이아몬드로 변신하게 된다.
악의 조직이자 적진에 있는 레지나와 엮이는 경우가 많이 나온다.
극장판에서는 프리큐어 시리즈에 등장하는 캐릭터 중 최초로 피를 흘리게 되었던 캐릭터이기도 하다.

## 큐어 하트
"사랑을 잃어버린 불쌍한 ○○씨, 나 큐어 하트가 당신의 두근거림을 되찾아 줄게!"(愛をなくした悲しい○○さん。このキュアハートがあなたのドキドキ、取り戻してみせる!)
아이다 마나가 프리큐어로 변신한 모습. 상징색은 분홍색이며 포니테일에 금발로 나온다. 변신할 때 두 손으로 하트를 그리고 있으며 평소의 모습과는 다르게 나온다.

### 필살기
- 마이 스위트 햐트
- 프리큐어 하트 슛
- 하트 다이너마이트